# Buglio in Monte
Buglio in Monte je komuna (obec) v provincii Sondrio v italském regionu Lombardie, která se nachází asi 90 kilometrů severovýchodně od Milána a asi 14 kilometrů západně od Sondria. K 1. lednu prosinci 2018 měla obec 2 012 obyvatel. Má rozlohu 27,8 kilometrů čtverečních.
Buglio in Monte sousedí s následujícími obcemi: Ardenno, Berbenno di Valtellina, Chiesa in Valmalenco, Colorina, Forcola, Torre di Santa Maria, Val Masino.